# Cantone di Cagnes-sur-Mer-Centre
Il Cantone di Cagnes-sur-Mer-Centre era una divisione amministrativa dell'arrondissement di Grasse.
A seguito della riforma approvata con decreto del 24 febbraio 2014, che ha avuto attuazione dopo le elezioni dipartimentali del 2015, è stato soppresso.

## Composizione
Comprendeva parte della città di Cagnes-sur-Mer.